# East Midlands
East Midlands is een regio van Engeland met ongeveer 4,5 miljoen inwoners en daarmee de achtste regio naar inwoneraantal.

## Bestuurlijke indeling
De regio bestaat uit de volgende lokaal bestuurde gebieden (graafschappen of unitary authorities):
| Lokaal bestuurde gebieden en plaatsen | Lokaal bestuurde gebieden en plaatsen |
| Nr.                                   | Shire County/Unitary                  |
| ------------------------------------- | ------------------------------------- |
| 1                                     | Derbyshire                            |
| 2                                     | Derby                                 |
| 3                                     | Nottinghamshire                       |
| 4                                     | Nottingham                            |
| 5                                     | Lincolnshire                          |
| 6                                     | Leicestershire                        |
| 7                                     | Leicester                             |
| 8                                     | Rutland                               |
| 9                                     | Northamptonshire                      |

| Detailkaart |
| ----------- |
|             |